# Autocharis palealis
Autocharis palealis là một loài bướm đêm trong họ Crambidae.